# Gl 1
Gliese 1 (Gl 1 o GJ 1) en una estrella enana roja de la constelación Sculptor, situada en el hemisferio sur celeste. Dado que se sitúa muy cerca del origen de coordenadas de ascensión recta, es la primera estrella del catálogo de Henry L. Giclas y Luyten Half-Second. Es una de las estrellas más cercanas al Sol, dista aproximadamente 14.2 años luz. Sin embargo es muy difícil de observar a simple vista. El tipo espectral de esta estrella ha sido estimado entre M1.5V to M3.0V por varios autores.
La estrella además posee un alto movimiento propio. Este fue notado por primera vez en 1885 por Benjamin A. Gould (la estrella se identifica en el Catálogo de Zonas de Córdoba por 23h 1584).